# البالادين المطلق
البالادين المطلق (بالإنجليزية: The Faraway Paladin)‏ هي رواية خفيفة يابانية نشرت لأول مرة في مايو 2015 على موقع شوسيتسوكا ني نارو وتم تحويلها لمانغا نشرت في 2017 ومسلسل أنمي عرض في أكتوبر 2021.